# 今井もも
今井 もも（いまい もも、1985年12月20日 - ）は、日本のAV女優。
東京都出身。

## 略歴
- 2005年 - 『ももの缶づめ』でAVデビュー。

## 作品

### アダルトビデオ
2005年
- ももの缶づめ（3月31日、VIP / Ribon）
- ももをギュッとね!（4月29日、VIP / Ribon）
- いたずらナース（5月31日、VIP / Ribon）
- 恋するピーチ（6月30日、VIP / Ribon）
- First Contact（8月1日、アイデアポケット）
- ANGEL HIGH SCHOOL DX（9月1日、アイデアポケット）
- PEACH ROOMS（10月1日、アイデアポケット）
- ECSTASY SPECIAL（11月1日、アイデアポケット）共演:椎名ゆめ
- DIGITAL CHANNEL（12月1日、アイデアポケット）

2006年
- MAX SOAP QUEEN（1月1日、アイデアポケット）
- 救性痴女病棟 2（2月1日、アイデアポケット）共演:酒井ちなみ、藍山みなみ、楓アイル、姫野愛 他
- Semen Cosplay（3月1日、アイデアポケット）

2008年
- スケ透けえろ女（10月13日、AVS）
- kawaii*girl special トリプルナイスBODY☆（10月25日、kawaii*）共演:辻さき、七瀬かすみ
- kawaii*High School04（11月25日、kawaii*）

2009年
- キレイで大人のお姉さん限定! 過激でHなレズナンパ 3（1月1日、V（ヴィ））